# Royal Aircraft Factory R.E.7
Die Royal Aircraft Factory R.E.7 war ein zweisitziges britisches Doppeldecker-Kampfflugzeug im Ersten Weltkrieg.

## Entwicklung
1914 wurden einige Exemplare des zweisitzigen Doppeldeckers R.E.5 zu Testzwecken zu Einsitzern mit vergrößerter oberer Tragfläche umgebaut, wodurch sie eine beachtliche Flughöhe erreichen konnten. Am 14. Mai 1914 wurde mit solch einem Testflugzeug eine Gipfelhöhe von knapp 5.761 Metern erreicht. Aufgrund dieser Leistung lag es nahe, die R.E.5 als Ausgangspunkt für weitere Entwicklungen zu nehmen.

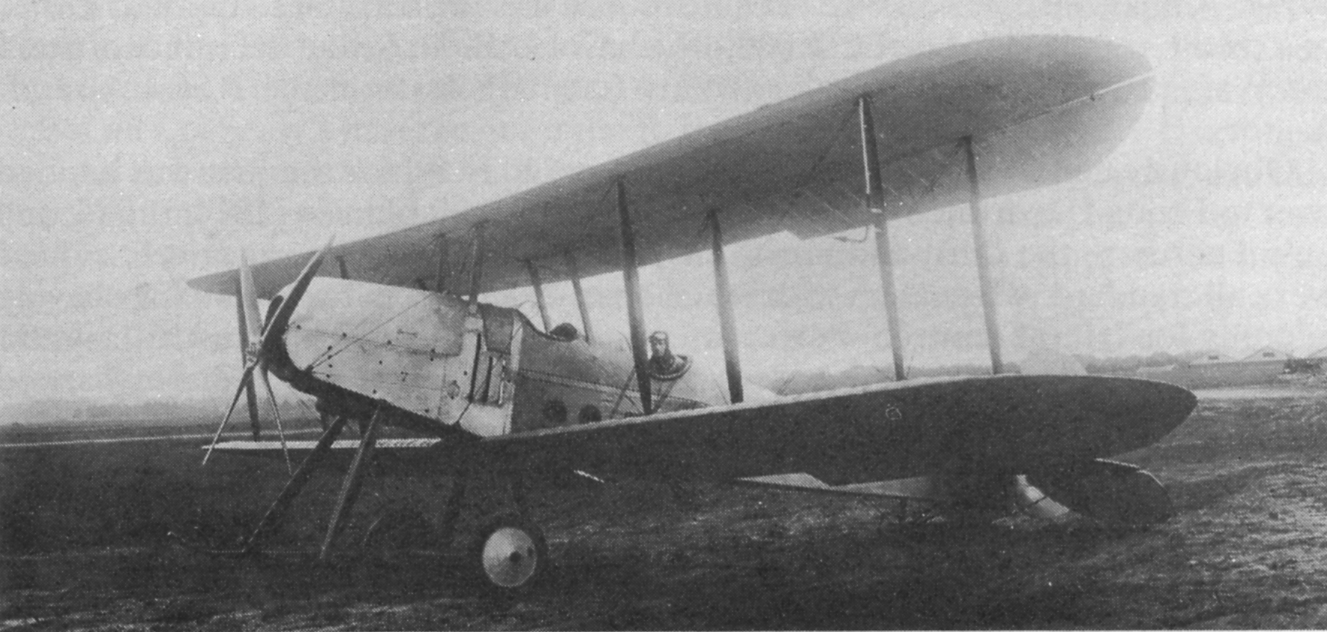
Die Royal Aircraft Factory R.E.5 war der Vorläufer der R.E.7

Statt eines neu entwickelten Nachfolgetyps wurde eine serienmäßige R.E.5 mit vergrößerter oberer Tragfläche versehen und damit quasi zum Prototyp der R.E.7. Weitere Neuerungen waren das dreirädrige, mit Stoßdämpfern versehene Fahrgestell und der aus Stahlrohr gefertigte Bugrahmen. Als Antrieb wurde allerdings weiterhin der im Verhältnis zu Größe und Masse des Flugzeugs mit 120 PS (88 kW) viel zu schwache Beardmore V-Motor mit Vierblattpropeller eingebaut, obwohl das Flugzeug eigentlich für den Einbau des neuen, aber noch nicht serienreifen 12-Zylinder-V-Motors Royal Aircraft Factory 4 mit 140 PS (ca. 100 kW) vorgesehen war. Die Maschine behielt weiterhin die Cockpitanordnung der R.E.5, bei denen der Beobachter vorn zwischen den Tragflächen und der Pilot dahinter, vor dem Ansatz der oberen Tragfläche, untergebracht waren.
Die serienmäßig gebauten R.E.7 unterschieden sich durch ihre strukturell noch weiter überarbeitete obere Tragfläche von der modifizierten R.E.5, bei der auf einen Mittelteil verzichtet wurde und die beiden Flügelflächen oberhalb der Rumpfmittellinie verbunden und von umgekehrten V-Innenstreben getragen wurden. Die Flügelenden waren nicht mehr halboval, sondern halbkreisförmig abgerundet. Eine Aufhängung für die neu von der Royal Aircraft Factory entwickelte 1,51 m lange, mit 32 kg TNT gefüllte 152 kg Bombe wurde geplant, deren Spitze zwischen den hinteren Fahrwerkstreben und deren Heck unter dem Pilotensitz aufgehängt werden sollten. Sogar der Abwurf einer 227-kg-Bombe soll möglich gewesen sein. Eine Abwehr-Bewaffnung war dagegen nicht vorgesehen.

## Produktion
Da die staatliche Royal Aircraft Factory zwar Flugzeuge und Motoren entwickelte, aber nicht als Konkurrenz der Luftfahrtindustrie auftreten sollte, wurden die 252 produzierten R.E.7 bei vier kommerziellen Herstellern in Auftrag gegeben:
- Die Austin Motor Company in Longbridge/Birmingham lieferte 52 Flugzeuge mit den Nummern 2235 bis 2286,
- Siddeley-Deasy in Coventry baute 100 Flugzeuge mit den Nummern 2348 bis 2447, dabei handelte es sich um die ersten von diesem Unternehmen fabrizierten Serienflugzeuge.[4]
- Napier aus Lincoln baute 50 Flugzeuge mit den Nummern 2287 bis 2336,
- und die Coventry Ordnance Works aus Coventry lieferten 50 Flugzeuge mit den Nummern 2185 bis 2234.

Die Auslieferung der Flugzeuge begann Mai/Juni 1915, allerdings dauerte es bis Anfang 1916, bis die ersten Maschinen zum Fronteinsatz nach Frankreich gingen.
Mindestens zwei Flugzeuge wurden mit einem dritten Cockpit versehen, das hinter dem Piloten eingebaut und mit einer MG-Lafette versehen war. Das erste mit der No. 2348 wurde am 26. September 1916 fertiggestellt und erhielt einen 160 PS (118 kW) Beardmore-Motor; die zweite, No. 2299, einen 250 PS (184 kW) Rolls-Royce Eagle-Motor und wurde so der No. 20 Squadron, RFC übergeben, aber am 31. Januar 1917 durch Absturz zerstört. Das zusätzliche Gewicht des Cockpits mit Lewis-MG sollte zwar die Kampfkraft verbessern, verschlechterte aber die Flugleistungen noch weiter.

## Einsatz
Wie schon die R.E.5, mit der sie gelegentlich verwechselt wurde, sollte die R.E.7 für Begleit-, Aufklärungs- und Bombenflüge eingesetzt werden.
Die ersten Flugzeuge gingen an die im Juli 1915 aufgestellte No 21 Squadron, RFC, die im Januar 1916 damit an die Westfront verlegte und als einzige Einheit ausschließlich mit R.E.7 ausgerüstet wurde. Als nächste Einheit erhielt die bereits mit B.E.2c und R.E.5 ausgestattete No 12 Squadron, RFC im September 1915 noch einige R.E.7, bevor sie ebenfalls am 6. September von Natheravon nach Saint-Omer an die französische Kanalküste verlegte.
Beide Squadrons wurden in unmittelbarer Nähe des RFC-Hauptquartiers stationiert und bildeten die Grundlage für die spätere Aufstellung des 9th Wing. Die Staffeln erhielten gezielte Aufklärungsaufträge zur Vorbereitung der für Juli 1916 geplanten Somme-Offensive. Dazu erhielten einige R.E.7 noch Aufhängungen für einen zusätzlichen Tank, um so deren Reichweite zu vergrößern, oder sie wurden behelfsmäßig mit Lewis-MG ausgerüstet. Allerdings waren sie für Begleitschutzaufgaben nur bedingt tauglich, nicht nur wegen ihrer geringen Motorleistungen, sondern auch weil ihre ohnehin zu schwache Abwehrbewaffnung im von Streben und Spanndrähten umgebenen vorderen Cockpit zum Luftkampf kaum zu verwenden war.
Aufgrund der Kritik an der viel zu schwachen Motorisierung durch 120 PS (88 kW) Beardmore-Motoren schlug die Royal Aircraft Factory am 21. Januar 1916 dem War Office vor, dass durch den Ausbau der Schalldämpfer und des Abgaskrümmers gegen den Einbau von Stummelauspuffen eine Leistungssteigerung von etwa fünf Prozent erreicht werden könne. Außerdem wurde in Farnborough am Einbau neuer Motortypen gearbeitet, wie dem 200 PS (147 kW) R.A.F.3A, dem 225 PS (165 kW) Sunbeam, dem Rolls-Royce Falcon mit 190 PS (140 kW) und dem Rolls-Royce III mit 250 PS (184 kW) – doch auch das war zwecklos, denn diese Motoren wurden vorrangig für den Bau neuerer Baumuster benötigt. Immerhin kamen im Februar 1916 die ersten Maschinen mit dem inzwischen bedingt serienreifen, stärkeren und leichter gebauten 150 PS (110 kW) Beardmore R.A.F.4A-Motor heraus, der im Sommer zuvor bereits bei einer R.E.5 erprobt worden war. Dessen Einbau machte das Flugzeug zwar nicht schneller, führte aber immerhin zu einer deutlichen Verbesserung der Trag- und Steigfähigkeit; außerdem schränkte die mangelhafte Schmierung die Zuverlässigkeit des noch nicht ganz serienreifen Triebwerks ein.
Aufgrund all dieser Einschränkungen bezeichnete der Befehlshaber des RFC in Frankreich General Trenchard im März 1916 die R.E.7 als „unnütz“ und forderte deren baldmöglichen Austausch.
Während die No. 12 Squadron ihre R.E.7 gegen Royal Aircraft Factory F.E.2b abgab, erhielt die No. 21 neue R.E.7 mit 150 PS (110 kW) R.A.F. 4A-Motoren, so dass sie am 19. Juni 1916 vom Flugplatz Fienvillers aus mit 14 R.E.7, vier B.E.2c und einer B.E.2e und den neuen 152-kg-Bomben zum Einsatz an der Somme antreten konnte. Als Bomber leisteten diese R.E.7 dank stärkerer Motoren tatsächlich einen beachtlichen Gefechtsbeitrag:
- Am 30. Juni 1916 bombardierten sechs R.E.7 der Squadron den Bahnhof von Saint Sauveur,
- am 1. Juli bombardierten sechs Maschinen einen deutschen Gefechtsstand bei Bapaume und schnitten die Eisenbahnlinie südlich der Stadt ab.
- Am Nachmittag des 2. Juli griffen sechs R.E.7, jede mit einer 152-kg-Bombe bestückt, ein Munitionsdepot bei Bapaume an, dessen Feuerschein noch nachts zu sehen waren.
- Am 3. Juli wurde der Bahnhof von Cambrai durch drei R.E.7 bombardiert
- und am 9. Juli um 16.30 Uhr erneut von sechs RE.7 angegriffen.

Im August 1916 wurde die Squadron nach Boisdinghem abgezogen und mit der wenig erfolgreichen B.E.12 ausgerüstet.
Zeitweilig waren R.E.7 auch im Bestand der Squadrons 6, 9, 19, 37, 49 und 60, sowie der No. 35 Training Squadron in Northolt und der School of Aerial Gunnery in Hythe, dazu wurde etwa ein halbes Dutzend an den Royal Naval Air Service (RNAS) übergeben.
Neben der Aufgabe als Schulflugzeug dienten einige R.E.7 noch bis 1918 als Versuchsflugzeuge oder wurden, erstmals in der Militärfliegerei, auch als Schleppflugzeuge für Luftsäcke eingesetzt, welche als Ziele für Schießübungen dienten.

## Technische Daten
| Kenngröße                         | Daten                                                  |
| --------------------------------- | ------------------------------------------------------ |
| Besatzung                         | 2 (Pilot und Beobachter)                               |
| Länge                             | 9,40 m                                                 |
| Spannweite, oben                  | 17,13 m                                                |
| Spannweite, unten                 | 12,80 m                                                |
| Höhe                              | 3,84 m                                                 |
| Flügelfläche                      | 50,91 m²                                               |
| Leer-/Startmasse (Beardmore)      | 984 kg / 1482 kg                                       |
| Leer-/Startmasse (RAF 4a)         | 971 kg / 1519 kg                                       |
| Leer-/Startmasse (R.R. Eagle)     | 1226 kg / 1864 kg                                      |
| Höchstgeschwindigkeit (Beardmore) | 132 km/h in NN                                         |
| Steiggeschwindigkeit              | steigt auf 1524 m in 30:30 min                         |
| praktische Gipfelhöhe             | 1981 m                                                 |
| Flugdauer                         | 6:00 h                                                 |
| Bewaffnung                        | 152-kg-Bombe, optional ein Lewis-MG für den Beobachter |